# Antitaurus
Der Antitaurus bezeichnet eine Abfolge von Gebirgszügen des östlichen Taurus-Gebirgskomplexes in der Türkei.

## Lage

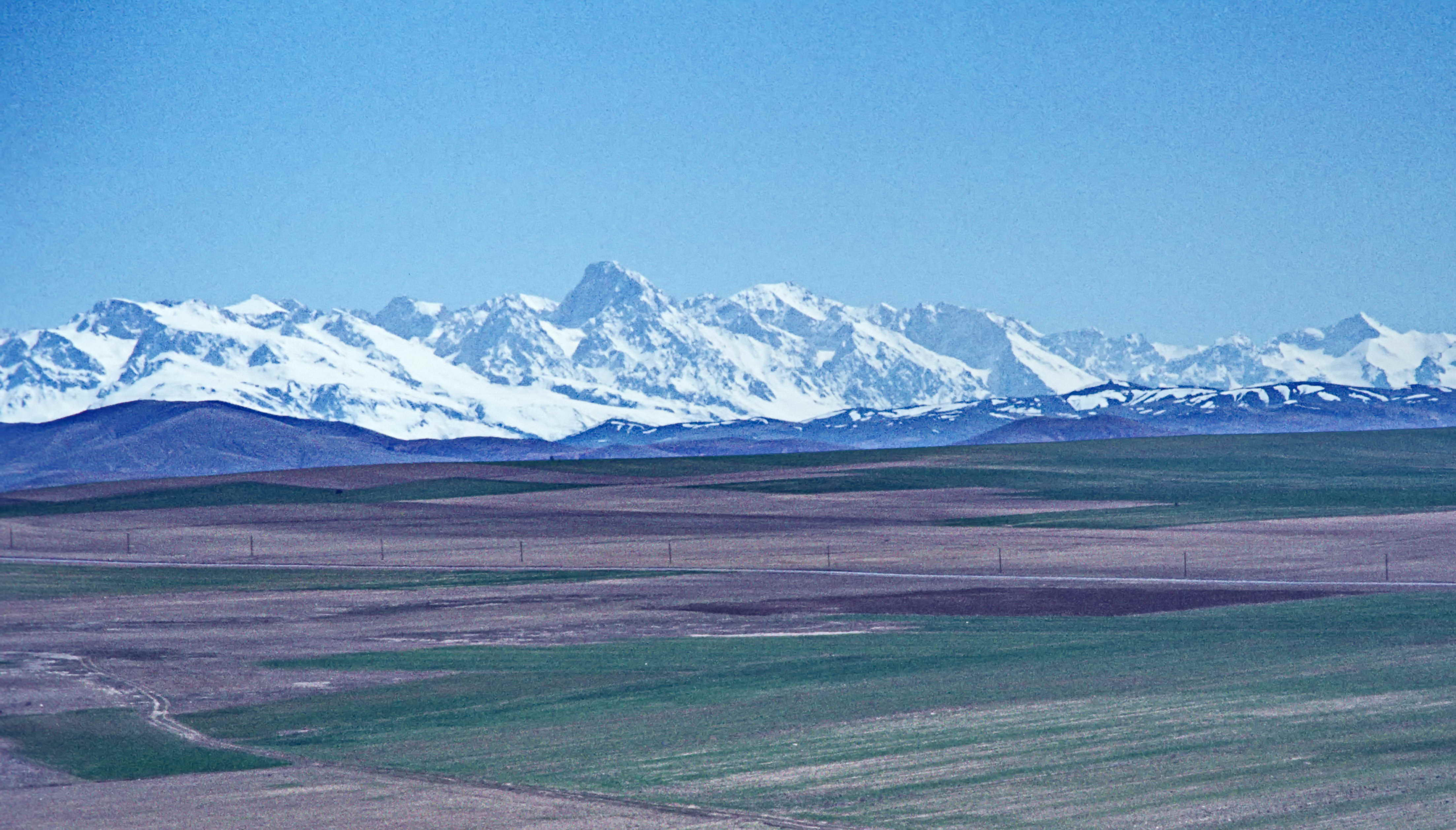
Vom 1400 m hohen Araplı-Pass bei Yeşilhisar in Kappadokien zwischen Niğde und Kayseri hat man einen vollen Blick auf das gesamte Panorama der Aladağlar, der südlichsten Gebirgskette des Antitaurus mit dem 3756 m hohen Demirkazık Dağı.

Im Hinterland nördlich der Çukurova-Küstenebene in der Türkei unterscheidet man einen südlichen (äußeren) und einen nördlichen (inneren) Gebirgsteil des Ost-Taurus, bekannt als Taurus und Antitaurus. Der Antitaurus bezeichnet dabei eine Abfolge von Gebirgszügen des Osttaurus, die sich von der seismisch aktiven Zone des Ecemiş-Grabens (Ecemiş-Senke, Ecemiş koridoru, Tekir-Graben) in einem Innenbogen des Taurus nordostwärts bis zu den Pontiden hinziehen und sich dort mit dem Pontischen Gebirge verzahnen, ehe sie in Nordostanatolien unter die jungvulkanischen Decken der armenischen Hochländer um Vansee und Ararat abtauchen. Damit ist dieser Gebirgsabschnitt des Antitaurus in etwa identisch mit dem Inneren Ost-Taurus.

## Historische Zuordnungen

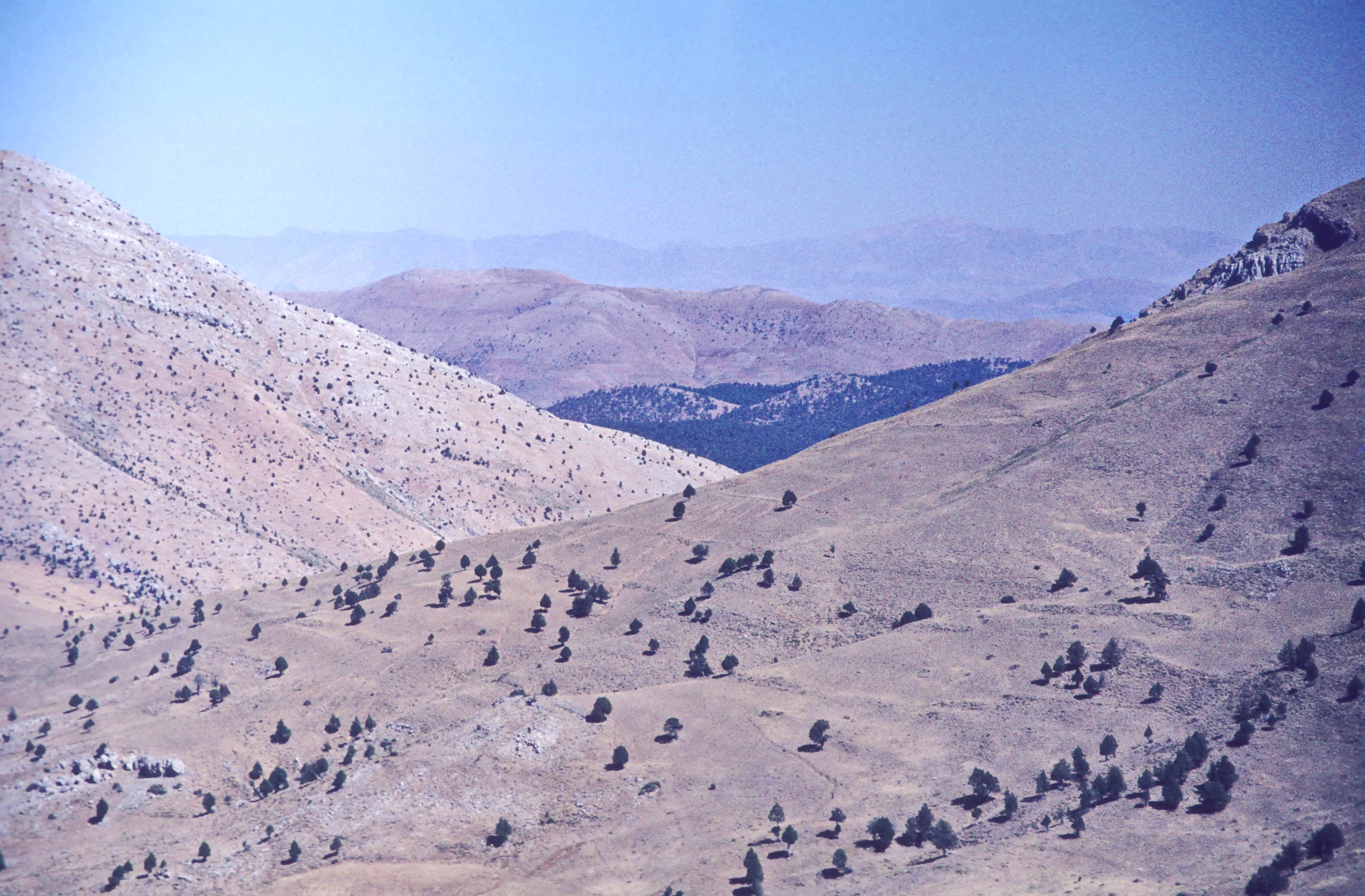
Bis auf lichten Wacholderbestand sind die über 3000 m hohen Tahtalı Dağları im Antitaurus am 1960 m hohen Gezbeli-Pass weitgehend kahl.

Die Aufgliederung des Ost-Taurus in zwei Bereiche parallel verlaufender Gebirgsketten hat eine lange Tradition und wurde in der Moderne beim Geographie-Kongress 1941 in Ankara manifestiert mit der Teilung des Ost-Taurus in Inneren und Äußeren Ost-Taurus. Der Begriff des Antitaurus kam dabei wohl nicht direkt zur Sprache, auch wenn er in etwa dem anderer Gebirge dieser Erde entspricht, die einen zweigeteilten parallelen Verlauf ihrer Gebirgsketten aufweisen, so z. B. Libanon und Antilibanon in der Levante, Atlas und Antiatlas in Marokko oder Apennin und Anti-Apennin in Italien. In der jüngeren Literatur wird der Antitaurus allerdings zumeist nur mit einem kleinen Abschnitt des Inneren Ost-Taurus gleichgesetzt – mit dem Gebirgsmassiv der Aladağlar. Als Beleg mag hier nur das bereits ältere Werk von Hugo Grothe dienen Zudem gibt es in der Türkei vergleichbare Gebirgsbezeichnungen mehrfach, was zu Verwirrung und Verwechslungen führen kann:
- Aladağ (Ağrı), ein Bergzug in der türkischen Provinz Ağrı;
- Aladağ als der höchste Berg in der Köroğlu-Bergkette bei Bolu im Pontischen Gebirge;
- Aladağlar, höchste Gebirgskette des Taurusgürtels.

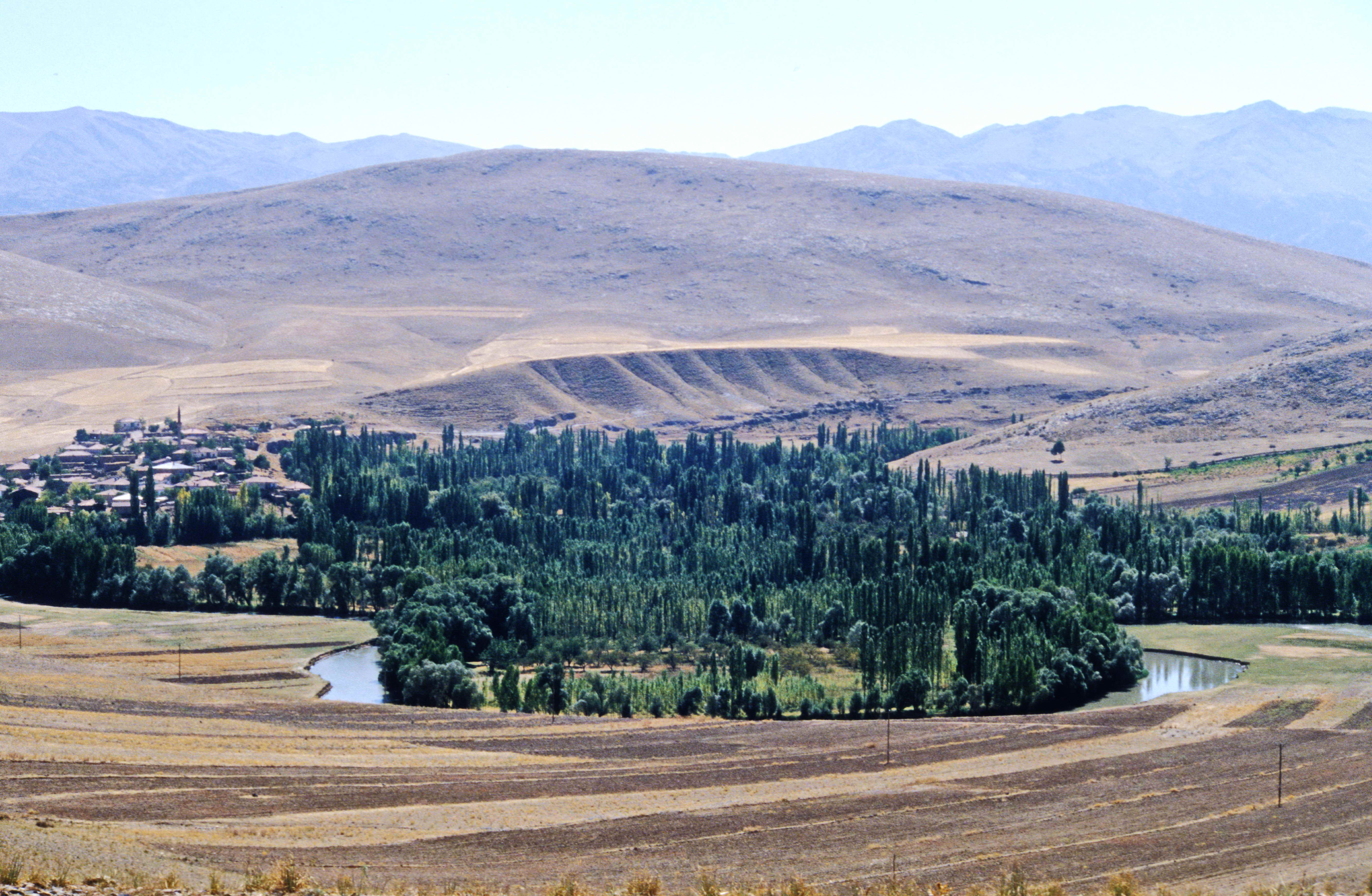
Einer der Quellflüsse des Seyhan Nehri, der Yenice Çayı, entspringt im südlichen Antiatlas unweit von Bakırdağ in den Tahtalı Dağları.

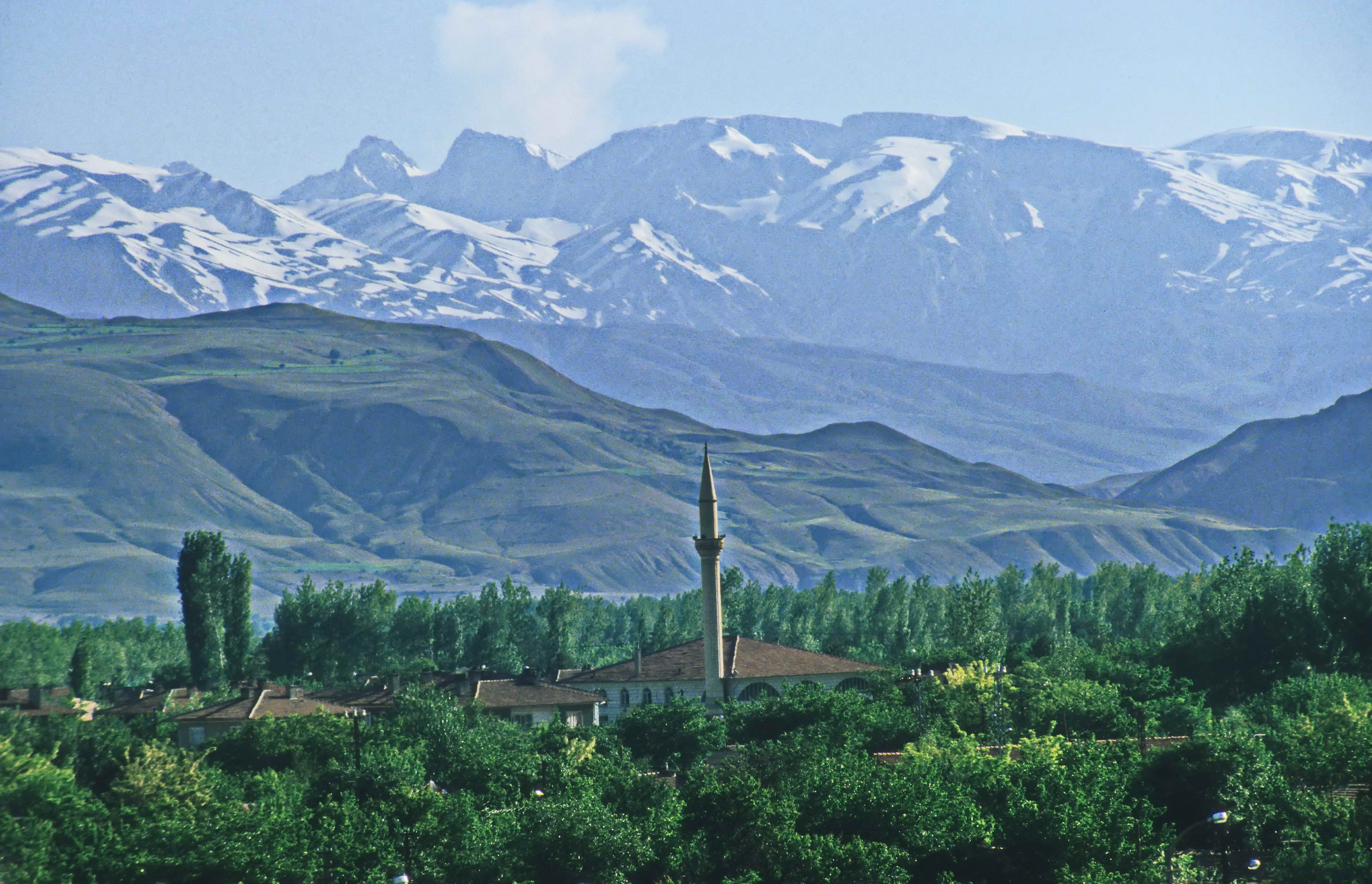
An der Nahtstelle zwischen Ost-Taurus und Ost-Pontus erhebt sich als einer der höchsten Berge in den nördlichen Antitaurus-Ketten der Munzur Dağları mit 3462 m Höhe der Akbaba Tepesi (auch Mercan Dağları) über die Ebene von Erzincan.

Die Zuordnung der Aladağlar zum Antitaurus ist zwar nicht grundsätzlich falsch, da dieses Gebirge als Teil des Antitaurus auch angesehen wird, stiftet allerdings weitere Verwirrung, da es der traditionellen Zuweisung entgegensteht, die bereits seit der Antike besteht. Einige Belege mögen das klarstellen:
„Im E des Jenice-Flusses schließt der Östl. T. an, der sich in drei durch Längstäler und Beckcn gut gesonderte Ketten gliedern läßt. Der Innere Osttaurus trägt die Wasserscheide zwischen Schwarzem Meer und Mittelmeer bzw. Persischem Golf. Der zentrale Osttaurus (in der Literatur oft Antitaurus genannt), der in vielen Ketten 3000 m überschreitet, geht nach E in das Ararat-Hochland über. Durch eine Beckenreihe (Adana-Elbistan-Malatya-Musch-Van-See) davon getrennt, zieht der Äußere Osttaurus vom Amanus-Gebirge (Nur Dag) in großem Bogen bis zum Oberlauf des Gr.Zab. Im Qilo Dag erreicht er 4170 m ü.M. und wird zu einem gewaltigen, vergletscherten Hochgebirge.“
„Im Osten des erwähnten Hauptpasses (Gülek Boğazı, Kilikische Pässe; Anm. des Autors) zweigt sich ein mächtiger Seitenarm ab, welcher, von den Alten Antitaurus genannt, anfangs das obere Thal des Seihan einschließend, gegen Norden zieht, sich dem Kisil-Irmak (Halys), dann, gegen Nordosten gewendet, dem Euphrat nähert und die Wasserscheide zwischen beiden bildet. Die verschiedenen Gebirgsketten und Gruppen der Halbinsel sind nicht als Zweige des T. und Antitaurus anzusehen. Dagegen hat man den Namen T. auch auf die weitern östl. Fortsetzungen des eigentlichen T. übertragen, nämlich auf die von den Alten „Taurus“ genannte armenische Gebirgskette, welche jenseits des Euphrat die Wasserscheide zwischen dessen südl. Quellarm und dem Tigris bildet.“
“The Antitaurus takes its beginning at the Euphrates and the Taurus and ends towards the eastern parts of Armenia, thus on one side enclosing the middle of Sophenê (heute Region Silvan; Anm. des Autors), and having on its other side Acilisenê (heute Erzincan), which is situated between the Antitaurus and the river-land of the Euphrates, before that river bends towards the south.”

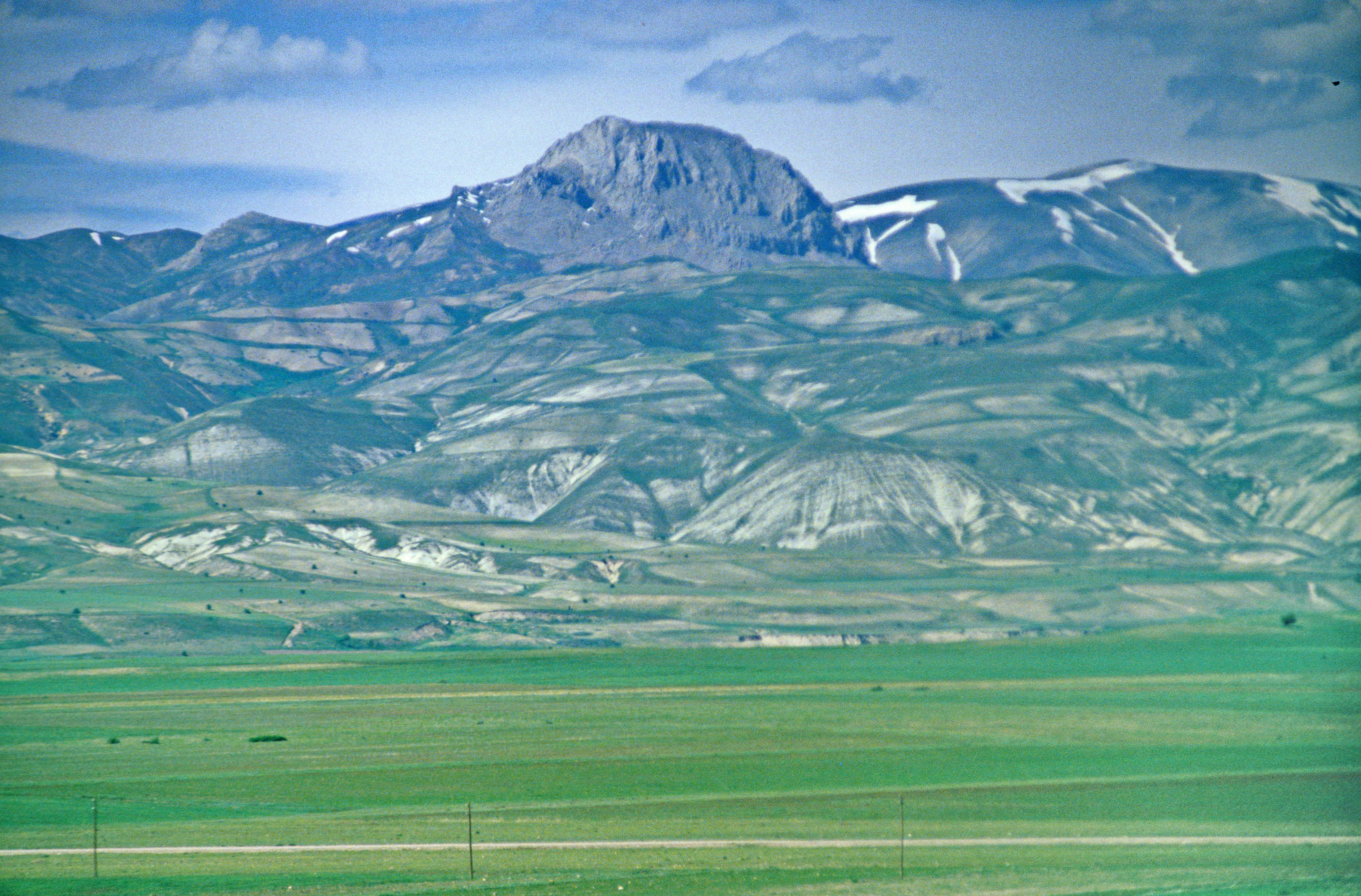
Wo sich Innerer Ost-Taurus (Antitaurus) und Innerer Ost-Pontus bei den ostanatolischen Beckenlandschaften des oberen Fırat, einem der Quellflüsse des Euphrat, berühren, erheben sich bei Tercan und Aşkale als westlichste Ausläufer der Palandöken-Gebirgskette die 2710 m hohen Dumanlı Dağları. Auch sie gehören zum Antitaurus.

Nach Strabo hat das Taurus-System des Eratosthenes „vielerorts eine Breite von dreitausend Stadien“ (Strabo, XI. 1. 3) und auch „zahlreiche Zweige nach Norden“ (Strabo, XI. 12. 4), die er unter den Namen Antitaurus (XI. 12. 4), Scydises (XI. 2. 15) (Kavron Dağı, Ostpontus), Moschici (XI. 2. 4) (heute Yalnızçam Dağları, Nordost-Anatolien) und Pariadres (XII. 3. 18) (heute Yıldız Dağı bei Sivas) auflistet. Östlich davon stellte er eine Reihe paralleler Ketten in der heutigen Osttürkei fest, die „viele Berge, viele Hochebenen umfassen“ (Strabo, XI. 12. 4), und dass die unter der Bezeichnung Antitaurus zusammengefassten Bereiche viel weiter nach Norden und Osten reichen.
„Kurz vorher sagt Strabon XII. 2, 7. (pag. 537), daß die Landschaft Tyanitis am Tattrus, unfern der Cilicischen Pässe liege. Was hier Strabon den Taurus nennt, nennt Ptolemäus den Anti-Taurus. Taurus und Antitaurus nämlich sind zwei fast parallellaufende Gebirgsketten wie der Libanon und Anti-Libanon. Ptolemäus nennt den nördlichen Zweig bis zum Euphrat, und jenseits desselben Anti-Taurus, und den südlichen Taurus, …“

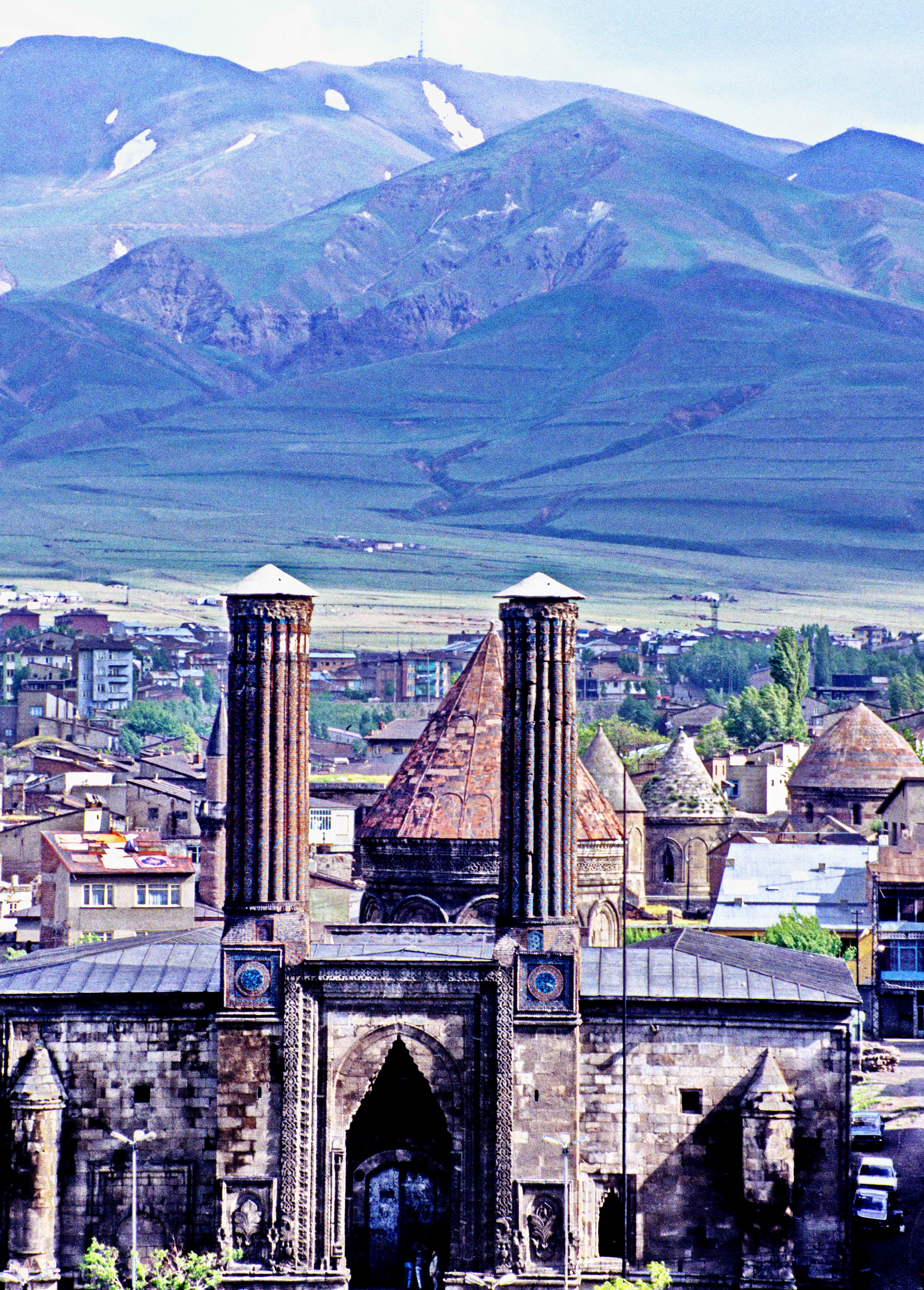
Über dem berühmten seldschukischen Bauwerk der Çifte Minare-Medrese (auch Çifte Minareli Medrese bzw. Hatuniye Medresesi) erhebt sich über der Ebene von Erzurum die gewaltige Mauer der Palandöken Dağları mit dem 3176 m hohen Büyükejder Tepesi, der letzten Antitaurus-Kette westlich der vulkanischen Gebirgs- und Plateaulandschaften Nordost-Anatoliens.

Manche Autoren bieten einerseits partiell richtige, andererseits aber auch wieder auffällig absurde Beschreibungen über den Verlauf des Antitaurus, so z. B. Joseph Russegger 1843, wobei Antitaurus und Teile des Pontischen Gebirges durcheinandergebracht werden: „Im Süd fällt das Plateau Armeniens in das Quellenland der Tigris und Euphrat ab, und wie in Nord der Kaukasus, erheben sich hier in Süd der Taurus und Antitaurus, mächtige Gebirgssysteme, die Kleinasien aus Ost in West durchziehen, .... Die südlichen Randgebirge der Hochebene von Armenien und die westlichen von Aserbeidschan gehören bereits zum Zuge des Taurus und sind eigentlich als sein östlicher Anfangspunkt zu betrachten. Der Taurus sowohl wie der Antitaurus gehen unmittelbar von dem großen Gebirgsstocke Armeniens aus und erstrecken sich als anfängliche Parallel-Ketten, der Antitaurus nördlich, der Taurus südlich vom Euphrat-Thale aus Nordost in Südwest; weiter westlich hingegen ändern beide Gebirgssysteme ihren Zug, .... Der Antitaurus erhielt zum grossen Theil in neuerer Zeit den Namen Aga Dagh. … Der Hauptzug des Antitaurus geht von Armenien aus über Siwas und Tokat gegen Angora, bildet am Allah Dagh, nordöstlich von Kutajeh, seine letzte Erhebung von Bedeutung und verliert sich dann in den Küstenbergen des schwarzen und Marmora-Meeres.“

## Die wichtigsten Gebirgszüge des Antitaurus
Obwohl die Aladağlar in der jüngeren Literatur weitgehend als Antitaurus angesprochen werden, zählt dieses markante Gebirge für manche Wissenschaftler noch nicht zu der bis in die Regionen des Pontus und des Armenischen Hochlandes reichenden Abfolge von Gebirgsketten des Inneren Osttaurus bzw. des Antitaurus, sondern gehört, ähnlich wie die Bolkar Dağları, als eigenständige Taurus-Landschaft zu den Hohen Taurusketten. Für andere beginnt die Gebirgsfolge des Antitaurus allerdings mit dem Einsetzen des Inneren Ost-Taurus am Ostrand des Tekir-Grabens (Ecemiş-Senke) mit dem gewaltigen Gebirgsmassiv des Aladağ (3756 m) als westlichstem Glied des Osttaurus. Als Fortsetzung der Hohen Taurusketten folgen dann im Nordosten die Tahtalı Dağları (Bey Dağı 3054 m; nicht zu verwechseln mit dem 2366 m hohen Tahtalı Dağı bei Antalya) und die Binboĝa Dağları (2957 m), die im Norden fast nackt, im Süden von Tälern zersplittert und mitunter unpassierbar, aber mit einer waldreicheren Vegetation bedeckt sind. Die westlich parallel zu den Tahtalı Dağları verlaufenden Hınzır-Koramaz Dağları (2641 m bzw. 1904 m) bilden zusammen mit den nördlicheren Tecer Dağları (Bey Dağı 2805 m) als Südwest-Nordost streichende Gebirgsketten östlich des Kızılırmak bzw. westlich der Uzun Yayla die Grenze Inneranatoliens zu Ostanatolien. Zusammen mit dem östlicheren neogenen Vulkanstock des Yama-Massivs (Yama Dağı, Çalgan Tepesi 2735 m) erreichen hier die Ketten des Antitaurus den markanten Bogen des nördlichen Arms des Euphrat (Fırat, im Oberlauf auch Karasu Çayı oder Karasu bzw. Kara Çay) dort, wo er von seiner Ost-West-Richtung in eine Nordwest-Südost-Richtung umschwenkt. Dort ändert sich der Verlauf der Antitaurus-Ketten in die Ostrichtung und nimmt den nördlichen Quellfluss des Euphrat (Fırat/Karasu Çayı) in die Mitte. Mit den Munzur Dağları und ihrer östlichen Fortsetzung (Avcı Dağları, 3345 m) nähert sich der Antitaurus der nordanatolischen Gebirgsschwelle, dem Pontischen Gebirge. Die beiden großen Gebirgsstränge des Inneren Ost-Taurus und des Inneren Ost-Pontus sind hier nur durch die Beckenfolge von Erzincan, Tercan und Aşkale getrennt. Ab hier folgen die Gebirgsteile des Antitaurus dieser Beckenreihe mit dem mittelhohen, kuppigen Bergland der Yeşilce Dağları (Köhnem Dağı 3045 m) und dem Esence-Massiv (3549 m) im Norden sowie den Munzur Dağları (Mercan Dağları 3462 m) und dem aus Kalken aufgebauten Schichtkamm-Wall der Koșan Dağları im Süden ostwärts bis zum Becken von Erzurum, wo im Norden im Massiv des Dumlu Dağı (3169 m) das Quellgebiet des Fırat (hier Kara Çay) liegt und im Süden die Palandöken Dağları (Büyükejder Tepesi 3176 m) mit einem der bekanntesten Skigebiete der Türkei aufwarten. Weiter ostwärts beginnen am Oberlauf des Araxes (Aras Nehri) mit der Erzurum-Kars Yaylası und den Aras Güneyi Daĝları die vulkanisch geprägten Plateaus und Gebirge des armenischen Hochlandes.